# Kees Smit
Kees Smit (Heiloo, Países Bajos, 21 de enero de 2006) es un futbolista neerlandés que juega de centrocampista en el Jong AZ de la Eredivisie.

## Trayectoria
Procedente de Heiloo, ingresó en la academia del AZ Alkmaar a los nueve años en 2015. Se convirtió entonces en el miembro más joven de su plantilla sub-12. Tras progresar en el AZ, firmó un contrato profesional de tres años y medio en enero de 2021.
En diciembre de 2022 formó parte de la plantilla del primer equipo en su viaje de entrenamiento de mitad de temporada a Valencia (España). En enero de 2023, un gol de suyo en un partido de fútbol sala se hizo viral por lo insólito del tanto, ya que batió al guardameta rival con un disparo rebotado en la pared lateral. Ese mismo mes debutó como profesional con el Jong AZ de la Eerste Divisie en un partido en casa contra el Helmond Sport, el 23 de enero de 2023.
Con el AZ sub-19 jugando en la Liga Juvenil de la UEFA formó parte del equipo que venció al Barcelona y al Real Madrid en rondas consecutivas para alcanzar las semifinales en marzo de 2023. Marcó un gol de larga distancia en la eliminatoria de octavos de final de la Liga Juvenil de la UEFA contra el Barcelona que suscitó elogios.

## Selección nacional
En noviembre de 2021 jugó con la selección neerlandesa sub-16 contra la sub-16 de Bélgica. Desde entonces ha sido seleccionado para los Países Bajos sub-17.

## Estadísticas

### Clubes
Actualizado al último partido disputado el 25 de mayo de 2025.
| Club                      | Div.          | Temporada     | Liga  | Liga  | Liga   | Copas nacionales | Copas nacionales | Copas nacionales | Copas internacionales | Copas internacionales | Copas internacionales | Total | Total | Total  |
| Club                      | Div.          | Temporada     | Part. | Goles | Asist. | Part.            | Goles            | Asist.           | Part.                 | Goles                 | Asist.                | Part. | Goles | Asist. |
| ------------------------- | ------------- | ------------- | ----- | ----- | ------ | ---------------- | ---------------- | ---------------- | --------------------- | --------------------- | --------------------- | ----- | ----- | ------ |
| Jong AZ · Países Bajos    | 2.ª           | 2022-23       | 4     | 0     | 0      | —                | —                | —                | —                     | —                     | —                     | 4     | 0     | 0      |
| Jong AZ · Países Bajos    | 2.ª           | 2023-24       | 29    | 2     | 4      | —                | —                | —                | —                     | —                     | —                     | 29    | 2     | 4      |
| Jong AZ · Países Bajos    | 2.ª           | 2024-25       | 13    | 8     | 5      | —                | —                | —                | —                     | —                     | —                     | 13    | 8     | 5      |
| Jong AZ · Países Bajos    | Total club    | Total club    | 46    | 10    | 9      | 0                | 0                | 0                | 0                     | 0                     | 0                     | 46    | 10    | 9      |
| AZ Alkmaar · Países Bajos | 1.ª           | 2023-24       | 1     | 0     | 0      | —                | —                | —                | —                     | —                     | —                     | 1     | 0     | 0      |
| AZ Alkmaar · Países Bajos | 1.ª           | 2024-25       | 20    | 0     | 0      | 3                | 1                | 0                | 7                     | 1                     | 2                     | 30    | 2     | 2      |
| AZ Alkmaar · Países Bajos | Total club    | Total club    | 21    | 0     | 0      | 3                | 1                | 0                | 7                     | 1                     | 2                     | 31    | 2     | 2      |
| Total carrera             | Total carrera | Total carrera | 67    | 10    | 9      | 3                | 1                | 0                | 7                     | 1                     | 2                     | 77    | 12    | 11     |